# Time After Time (Cyndi Lauper)
Time After Time è un singolo di Cyndi Lauper pubblicato nel 1984 da Epic Records ed estratto dall'album She's So Unusual.

## Descrizione
Time After Time è il primo successo scritto da Cyndi Lauper in collaborazione con Rob Hyman, degli Hooters, al quale appartiene la voce maschile presente nel ritornello.
Con il singolo Time After Time Cyndi Lauper ha consacrato la propria popolarità internazionale dopo la fortunata  Girls Just Want to Have Fun. Tra le canzoni simbolo degli anni ottanta, Time After Time ha avuto un grandissimo successo internazionale.

## Video musicale
Il video che accompagnò l'uscita del singolo coglie Cyndi Lauper nell'atto di separarsi dall'amato, ma allo spettatore sono ignote sia la meta che il motivo della partenza. La protagonista poco prima della conclusione segna il titolo della canzone con lingua dei segni.
Il video musicale, diretto da Edd Griles e al quale parteciparono la madre della Lauper ed il fidanzato David Wolff, fu trasmesso per molto tempo da MTV. La sua durata è superiore a quella della canzone, per via di un'introduzione di 43 secondi, in cui Cyndi Lauper guarda alla televisione la scena di addio del film Il giardino di Allah.

## Tracce
7"
- Lato A

1. Time After Time – 3:52 (C. Lauper, R. Hyman)

- Lato B

1. I'll Kiss You – 4:05 (C. Lauper, J. Shear)

12"
- Lato A

1. Time After Time – 4:01 (C. Lauper, R. Hyman)
2. I'll Kiss You – 4:12 (C. Lauper, J. Shear)

- Lato B

1. Girls Just Want to Have Fun (Extended Version) – 6:08 (R. Hazard)
2. Girls Just Want to Have Fun (Instrumental) – 7:10 (R. Hazard)

## Formazione
- Scritto da Cyndi Lauper, Rob Hyman
- Prodotto da Rick Chertoff
- Produttore esecutivo: Lennie Petze
- Produttore associato: William Wittman
- Ideato da William Wittman
- Arrangiato da Cyndi Lauper, Rick Chertoff, Rob Hyman, Eric Bazilian

## Classifiche

### Classifiche settimanali
| Classifica (1984)                | Posizione massima |
| -------------------------------- | ----------------- |
| Australia                        | 6                 |
| Austria                          | 5                 |
| Belgio (Fiandre)                 | 3                 |
| Canada                           | 1                 |
| Francia                          | 9                 |
| Germania                         | 6                 |
| Irlanda                          | 2                 |
| Italia                           | 5                 |
| Nuova Zelanda                    | 3                 |
| Paesi Bassi                      | 8                 |
| Regno Unito                      | 3                 |
| Stati Uniti                      | 1                 |
| Stati Uniti (adult contemporary) | 1                 |
| Stati Uniti (mainstream rock)    | 10                |
| Svezia                           | 10                |
| Svizzera                         | 7                 |

### Classifiche di fine anno
| Classifica (1984) | Posizione |
| ----------------- | --------- |
| Australia         | 40        |
| Belgio (Fiandre)  | 38        |
| Canada            | 8         |
| Germania          | 36        |
| Italia            | 35        |
| Regno Unito       | 25        |
| Stati Uniti       | 17        |
| Svizzera          | 20        |

## Cover
Almeno duecento sono le cover di Time after Time. Tra le tante celebre è stata la rilettura che ne diede Miles Davis. Tra gli altri che hanno riproposto il brano vanno citati: Cassandra Wilson, Everything But the Girl, Eddie Money, The Hooters, Matchbox Twenty, INOJ, The Kreep, Blaque, Eva Cassidy, Willie Nelson, Uncle Kracker, Gandharvas, Joey McIntyre, Nichole Nordeman, Patti LuPone, Phil Collins, Sugar Ray, Spoken, Tuck & Patti, Quietdrive, Ronan Keating e TRUSTcompany, Ashley Tisdale, Sowelu, Bon Jovi, Pink, Nolwenn Leroy, Paul Anka, Novaspace.
Una versione cantata della canzone è stata inclusa nelle colonne sonore dei film Romy & Michelle e Napoleon Dynamite, mentre Mark Williams e Tama Morice hanno interpretato Time after Time nella scena del ballo del film Ballroom - Gara di ballo.
Nel 2010 Ben Burnley, frontman della band Breaking Benjamin ne ha eseguito in un live ad Atlantic City una versione acustica del brano. Elementi di questa canzone, soprattutto la melodia della chitarra durante il ponte, sono stati utilizzati nel 2009 dai Black Eyed Peas nella canzone Meet Me Halfway.
Time after Time è stata re-interpretata da Cindy Lauper assieme a Sarah McLachlan in versione acustica nell'album The Body Acoustic pubblicato nel 2005.
Nel 2021, Sam Smith esegue una cover live di Time after Time per il suo album Love Goes:Live at Abbey Road Studios